# Eutaric
Eutaric Cíl·lica (en llatí: Eutharic Cillica) va ser un príncep ostrogot d'Hispània que, a principis del segle VI, va servir com a cònsol romà i «fill en armes» (filius per arma) al costat de l'emperador romà d'Orient Justí I. Era el gendre i presumpte hereu del rei ostrogot Teodoric el Gran, però va morir l'any 522 dC als 42 anys abans de poder heretar el títol de Teodoric. Teodoric afirmava que Eutaric era descendent de la casa reial dels Amals i que la intenció era que el seu matrimoni amb la seva filla, Amalasunta, unís els regnes gots, establís la dinastia de Teodoric i enfortís encara més el domini got sobre Itàlia.
Durant el seu any de consolat, el 519, les relacions amb l'Imperi Romà d'Orient van florir i es va posar fi al Cisma acacià entre les esglésies cristianes orientals i occidentals. Tot i que Eutaric era nominalment un estadista, polític i soldat de l'Imperi Romà, també era un arià, les opinions del qual xocaven amb les de la majoria catòlica; com a cònsol que feia complir la política tolerant de Teodoric envers el poble jueu, va provocar el ressentiment dels catòlics locals, les tradicions dels quals eren poc tolerants. Després dels disturbis a Ravenna, on els catòlics van incendiar diverses sinagogues, una crònica contemporània fragmentària va relatar amb ressentiment que Eutaric es va posar del costat del poble jueu de Ravenna.
Un temps després de la mort d'Eutaric, el seu fill Atalaric va ocupar breument el tron ostrogot, però va morir als 18 anys. Després de la mort d'Atalaric, la vídua d'Eutaric va romandre a Itàlia fins a la seva mort a mans del seu cosí Teodad l'any 535.

## Biografia
Eutaric va néixer al voltant de l'any 480 dC i era membre de la dinastia dels Amals. L'ascendència d'Eutaric es remunta al seu pare Veteric, fill de Berismund, fill de Torismund, fill d'Hunimund, fill d'Hermenric, fill d'Aquilf. Eutaric va créixer a Hispània, on tenia la reputació de ser "un jove fort en saviesa, valor i salut corporal". Més tard es convertiria en el «fill d'armes» (filius per arma) de l'emperador Justí I, un paper que indicava que una part de la seva joventut podria haver-la passat com a soldat.
L'estatus d'Eutaric tant en el món got com en el romà va augmentar gràcies a les atencions de Teodoric el Gran, amb qui estava emparentat llunyanament a través de la seva connexió mútua amb Hermenric. Hermenric va ser un cap ostrogot que governava gran part del territori al nord del Mar Negre. Eutaric descendia d'Hermenric a través de cinc generacions, mentre que Teodoric era descendent del germà gran d'Hermenric, Vultwulf.
A finals del segle v, Teodoric era rei dels ostrogots, governant des de Ravenna, i un aliat proper de l'emperador romà Zenó. Després de la mort del rei ostrogot de la Tràcia, Teodoric Estrabó, Teodoric el Gran, ara únic rei dels ostrogots, va rebre els títols de patrici i magister militum de Zenó i el 484 va ser nomenat cònsol. Tot i que hi havia tensions entre Teodoric i el successor de Zenó, Anastasi I, l'emperador que va succeir a Anastasi, Justí I, va buscar la reconciliació amb Teodoric, la influència del qual en el món got el convertia en un poderós aliat. Havent treballat durant tota la seva vida per establir un regne i enfortir les relacions tant amb l'església com amb Roma, Teodoric estava desitjós d'establir una dinastia. El seu matrimoni amb Audofleda, però, només va tenir una filla, Amalasunta. Per tant, per aconseguir les seves ambicions, Teodoric havia d'assegurar-se d'escollir un gendre amb una ascendència igual de forta que la seva. Les seves investigacions sobre les línies reials godes, que en aquell moment estaven àmpliament distribuïdes per Europa, el van portar al regne Visigot. Aquí va descobrir Eutaric, l'últim hereu d'una branca dels Amals, que havia assumit recentment la regència del regne Visigot.
Estudis més recents, però, suggereixen que l'ascendència amal d'Eutaric podria haver estat una invenció deliberada per part de Teodoric per ajudar les seves ambicions d'establir una credibilitat dinàstica. Segons la Gesta Theoderici, Eutaric pertanyia a una casa goda emparentada amb els Alans. Tot i que Jordanes, a la seva història dels gots, fa referència a la *prudentia et virtus* d'Eutaric, orgull i valor, això també pot haver estat una invenció per part de Teodoric. Aquestes qualitats van ser reconegudes com a requisits de la ideologia etnogràfica goda, expressats en el seu codi de civilitas. Hauria estat molt beneficiós per al gendre escollit per Teodoric posseir-les.

## A la cort de Teodoric
L'any 515, Eutaric va respondre a la crida de Teodoric el Gran i es va traslladar a la cort ostrogoda de Ravenna. Un cop allà li van donar Amalasunta en matrimoni. La intenció de Teodoric era que aquesta unió creés una connexió dinàstica duradora entre els ostrogots i visigots, prèviament separats. Teodoric també va nomenar Eutaric el seu hereu.
Mentre era a Itàlia, Eutaric va tenir un paper polític important dins del regne de Teodoric. Amb experiència prèvia a la cort, tenia la capacitat de servir al govern i era respectat pels romans, que admiraven la seva lliberalitat i magnificència. Els escriptors catòlics de l'època, però, indiquen que, mentre que el seu sogre era conegut per les seves polítiques de tolerància, Eutaric actuava més com un "arià intolerant".

## Consolat
El 498, com a viceregent nominal de l'Imperi a Itàlia, Teodoric va rebre el dret de nomenar el candidat occidental per a la parella consular de cada any. Tanmateix, estava limitat per una restricció: seleccionar només un ciutadà romà per al càrrec. Per promoure la posició d'Eutaric, Teodoric va desitjar que fos nomenat cònsol l'any 519. Per evitar la restricció, i com a favor a Teodoric, el mateix Justí I va nomenar Eutaric.
El nomenament va tenir èxit, i el gener del 519 Eutaric va assumir el càrrec de cònsol occidental. En concedir-li la ciutadania romana, acceptar-lo com a cocònsol i anomenar-lo "fill d'armes", l'emperador Justí I va intentar restablir els llaços amb Teodoric, tensos durant el regnat d'Anastasi I Dícor. Va mostrar encara més favor a Eutaric concedint-li el consolat superior. Es diu que a les celebracions per commemorar l'assumpció hi va haver "magnífiques exhibicions de bèsties salvatges procedents d'Àfrica" i que un diplomàtic visitant, el patrici Símmac, enviat per la cort imperial oriental a Itàlia, va quedar "sorprès per les riqueses donades als gots i als romans".
Durant aquest període, Cassiodor va recitar un elogi d'Eutaric al Senat. En ell comparava Eutaric amb grans cònsols del passat. La breu Crònica, que Cassiodor va escriure per felicitar Eutaric pel seu consolat, és coneguda per centrar-se en l'ascens d'Eutaric a un càrrec d'alt honor civil, en lloc de cap victòria militar, com havia estat més comú per a la noblesa goda del passat. El temps d'Eutaric com a cònsol es retrata en gran part com una època de prosperitat per a l'Imperi Romà d'Occident amb la promoció del codi de civilitas. El març de l'any 519, es va acabar el cisma acacià que havia separat les esglésies cristianes orientals i occidentals durant els 35 anys anteriors i les esglésies es van reconciliar. A més de la prosperitat que van sentir els pobles de l'Imperi Romà, l'any de consolat d'Eutaric també s'ha descrit com "[un any] de brillants promeses per al regne ostrogot".
La crònica catòlica contemporània de l'Anonymus Valesianus retrata Eutaric de manera negativa, acusant-lo de prendre partit pels jueus en els disturbis antijueus a Ravenna pels drets de la congregació jueva a la seva sinagoga; això va provocar un conflicte entre els arrians i els catòlics, ja que Eutaric era arrià. Es creu que la indignació expressada pels catòlics per aquesta acció va ser motivada per la percepció que Eutaric simbolitzava la recent reconciliació entre les Esglésies orientals i occidentals aconseguida sota la direcció de Teodoric.

## Mort i llegat
Eutaric va morir el 522 als 42 anys, menys de tres anys després del seu consolat. La seva mort va causar problemes a Teodoric, que mai va aconseguir el seu desig d'establir una dinastia gòtica forta. Tot i que Eutaric i Amalasuinta van tenir un fill, Atalaric, nascut el 516, i una filla, Matasunta, la dinastia mai es va establir de manera convincent. Teodoric va nomenar Atalaric com el seu hereu el 526, i la mare d'Atalaric, Amalasunta, va actuar com a regent del seu fill després de la mort de Teodoric aquell any. Atalaric va morir l'octubre de 534 a l'edat de 18 anys. Per mantenir el seu poder, Amalasunta va associar al tron el seu cosí Teodat, també nebot de Teodoric. Tot i que va ser obligat a jurar lleialtat a Amalasunta, Teodat se sentia insegur i el desembre del 534 la va empresonar en una illa del llac Bolsena, on finalment va ser assassinada el 30 d'abril del 535.